# Contea di Pu
La contea di Pu (蒲县S, Pú XiànP) è una contea della Cina, situata nella provincia dello Shanxi e amministrata dalla prefettura di Linfen.